# سيقان ملتوية
رواية سيقان مرتوية للكاتبة السعودية زينب حفني التي لها الأسبقية في كشف المستورعنة باسم الاعراف والتقاليد، وتجسد رواية الاعراف والتقاليد التي يتم صادرة الحريات باسمها.
وتحكي الرواية عن قصة فتاة تهرب من سلطة الأب الذي لا يرحم والتقاليد والاعراف التي تصادر الحريات والشخصية.